# Jüdische Welt-Rundschau
Die Jüdische Welt-Rundschau (J.W.R.) war eine jüdische Wochenzeitung, die von März 1939 bis Mai 1940 erschien. Sie wurde von ehemaligen Redakteuren der Jüdischen Rundschau, die nach der Reichspogromnacht im November 1938 nach Palästina emigriert waren, in Jerusalem gestaltet, in Paris gedruckt und von dort in über 60 Ländern verbreitet. Chefredakteur war Robert Weltsch, Verleger war Siegmund Kaznelson.

## Entstehungsgeschichte und Programmatik
Nachdem die Pressefreiheit im Deutschen Reich bereits durch die Verordnung des Reichspräsidenten zum Schutz von Volk und Staat vom 28. Februar 1933 aufgehoben und die Presse ideologisch gleichgeschaltet worden war, konnte die im Jahr 1902 gegründete Jüdische Rundschau zunächst weiter erscheinen. Sie wurde jedoch überwacht und zensiert durch die Reichskulturkammer unter Hans Hinkel.
Bis November 1938 waren sowohl die NS-Regierung als auch die deutschen Zionisten aus unterschiedlichen Gründen an einer jüdischen Auswanderung nach Palästina interessiert, weswegen die Jüdische Rundschau, die dieses Ziel bejahte, eher geduldet wurde als Stimmen, die für eine Assimilation der Juden in Deutschland plädierten wie der Reichsbund jüdischer Frontsoldaten. Mit zunehmender Verdrängung der jüdischen Bevölkerung aus Kultur- und Wirtschaftsleben wurde die gesamte jüdische Presse nach der Reichspogromnacht 1938 verboten. Auch die Jüdische Rundschau stellte daraufhin ihr Erscheinen ein.
Die seitdem in Jerusalem von deutschen Emigranten gestaltete, in Paris gedruckte und von dort vertriebene Jüdische Welt-Rundschau war einerseits Exilzeitung, andererseits aber auch palästinensisches „Lokalblatt“, das den deutschsprachigen Zionismus den nach dem Scheitern der Konferenz von Évian in alle Welt zerstreuten deutschen Juden näherbringen und gegenüber den nichtjüdischen Lesern „von der Katastrophe der deutschen Juden Zeugnis ablegen“ wollte. In dieser Funktion trat sie an die Stelle der 1938 eingestellten Jüdischen Rundschau, die sich seit 1933 ebenfalls nicht nur an Leser in Deutschland, sondern auch an die Diaspora der emigrierten deutschen Juden gewandt hatte, um sie ideologisch an den Aufbau Palästinas zu binden.
Auch in Palästina selbst hatte die Jüdische Rundschau eine wichtige Rolle gespielt als einzige originär deutschsprachige Publikation in einer von hebräischen Zeitungen wie Haaretz, HaBoker und Hamaschkif dominierten Presselandschaft.
Die JWR wurde finanziell und organisatorisch unterstützt durch den „Freundeskreis der Jüdischen Welt-Rundschau“, die Partei „Achduth Haʿam“ (Stimme des Volkes) um den deutschen Zionisten Gustav Krojanker sowie die Hitachduth Olej Germania we Austria (HOGOA), einer Interessenvertretung deutscher und österreichischer Einwanderer in Palästina, die alle aus ehemaligen Aktivisten der Zionistischen Vereinigung für Deutschland  ZVfD bestanden. Zum Herausgeberkomitee gehörte außerdem die deutsche Abteilung der Jewish Agency.
In ihrer betont zionistischen Haltung unterschied sich die JWR von anderen Emigrantenzeitungen, die ein assimilatorisches Judentum und die Eingliederung in der Diaspora vertraten statt einer nationalen Heimstätte in Palästina. Offener als die Jüdische Rundschau in Berlin konnte die Jüdische Welt-Rundschau von Jerusalem aus den nationalsozialistischen Antisemitismus bekämpfen, nahm dabei jedoch Rücksicht auf die nach wie vor in Deutschland lebenden Juden, die auf eine Zusammenarbeit mit den deutschen Behörden wie der Reichszentrale für jüdische Auswanderung unter Leitung von Adolf Eichmann angewiesen waren.
Mit dem Einmarsch der deutschen Wehrmacht 1940 in Paris stellte die JWR ihr Erscheinen ein.

## Rezeption
Das Erscheinen der JWR in deutscher Sprache führte in Palästina zu einer scharfen Auseinandersetzung innerhalb des ostjüdisch geprägten Jischuw. Hintergrund war ein mehrheitlich anti-deutsches Selbstverständnis, das nicht nur die hebräische Sprache bevorzugte, sondern auch die mit dem deutschen Zionismus verbundene linksliberale Politik einer Verständigung mit den aufständischen Arabern und der britischen Mandatsregierung sowie eines bi-nationalen Staates ablehnte. Die JWR war in Palästina das Organ einer oppositionellen Minderheit. In zweiter Linie ging es auch um unerwünschte Konkurrenz auf dem lukrativen Anzeigenmarkt.
In einem offenen Brief verteidigte der Chefredakteur Robert Weltsch seine deutschsprachige Zeitung, die nach Einstellung der Jüdischen Rundschau das einzige Organ sei, dass zwischen den nicht hebräischsprachigen Juden im Ausland und den Juden in Palästina vermitteln könne.
Daraufhin erschien das Blatt in Palästina unter dem Namen Mitteilungsblatt der HOG, die Auslandsausgabe hingegen nannte sich Jüdische Welt-Rundschau und war vor allem an die rund 11 000 ehemaligen Auslands-Abonnenten der Jüdischen Rundschau gerichtet.
Nachdem die JWR ihr Erscheinen im Mai 1940 eingestellt hatte, übernahm das Mitteilungsblatt als deutschsprachige zionistische Wochenzeitung die Funktion der JWR zumindest für die in Palästina lebenden deutschen Einwanderer. Das Mitteilungsblatt wurde unter kriegsbedingt schwierigen Umständen auch nach Europa ausgeliefert.
In New York entwickelte sich zur selben Zeit die Exilzeitung Aufbau zu einem Sprachrohr der deutsch-jüdischen Emigranten in den USA. Der Aufbau erscheint heute unter dem vollständigen Titel Aufbau. Das jüdische Monatsmagazin in Zürich.